# Phylohydrax madagascariensis
Phylohydrax madagascariensis är en måreväxtart som först beskrevs av Carl Ludwig von Willdenow, Johann Jakob Roemer och Schult., och fick sitt nu gällande namn av Christian Puff. Phylohydrax madagascariensis ingår i släktet Phylohydrax och familjen måreväxter. Inga underarter finns listade i Catalogue of Life.